# Spinnwebenbild

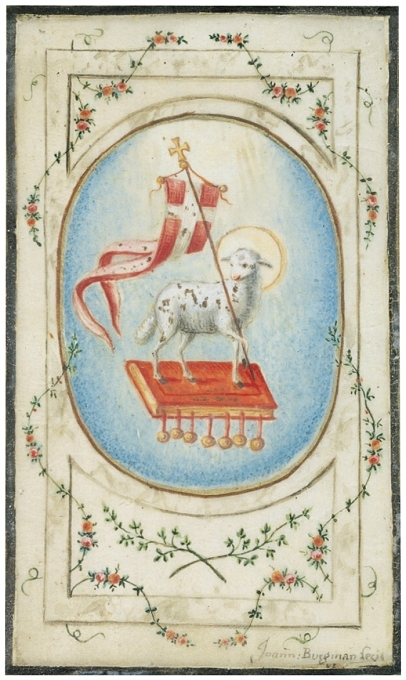
Agnus Dei. Aquarell auf Raupengespinst von Johann Burgmann, um 1790

Spinnwebenbild, Spinnwebbild, Spinngewebstück, Spinnwebenmalerei oder Raupengespinstbild bezeichen Gemälde, die auf den vliesartigen Gespinsten von Gespinstmotten als Malunterlage gemalt sind, dabei entstehen fragile Kunstwerke auf dünnen durchscheinenden Unterlagen. Diese Form der Malerei wurde vor allem im Südtirol des 18. und frühen 19. Jahrhundert praktiziert.

## Hintergrund

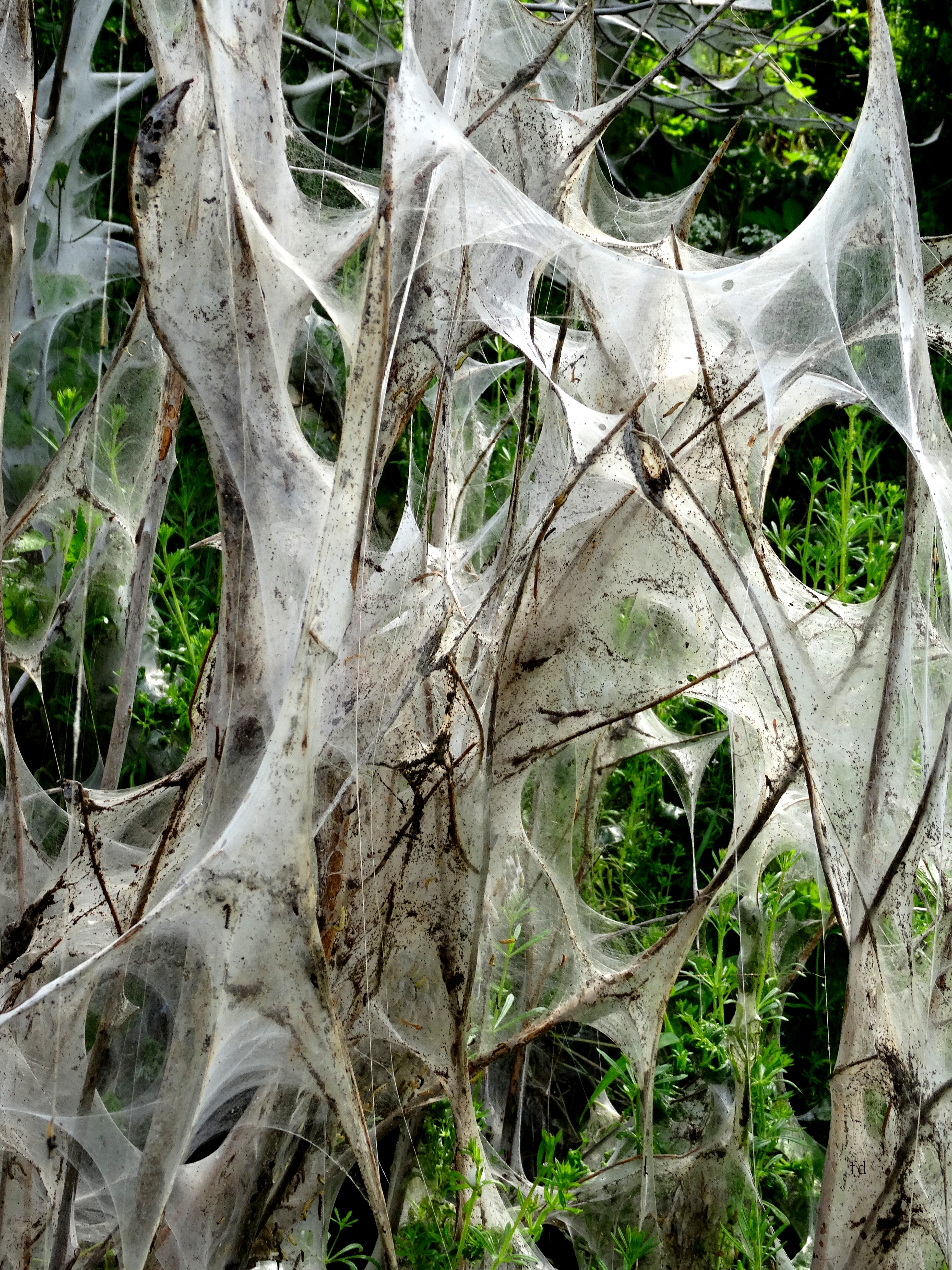
Gespinst der Gespinstmotte

Entgegen des Namens handelt es sich beim Malgrund der Spinnwebenbilder nicht um gewöhnliche Spinnennetze, sondern um das filzartige Gespinst der Raupen der Traubenkirschen-Gespinstmotte (Yponomeuta evonymella) weswegen die Bezeichnung Raupengespinnsbild technisch richtig ist. Die Bezeichnung „Spinnenbewbenbild“ wurde anfänglich für diese Kunstgattung verwendet und hat sich als Synonym über mehr als 200 Jahre etabliert, weswegen sie weiterhin verwendet wird. Eine erste sichere Identifizierung des Malgrundes als Raupengespinnst bei 39 der 40 von ihm mikroskopisch untersuchten Gemälden lieferte Karl Toldt in den 1940er Jahren, nur ein Bild bestand aus Spinnenseide.
Die Raupen befallen vor allem Traubenkirschen (Prunus padus, in Tirol Elzen genannt) und überziehen den Baum mit einem dichten, zähen Gespinst aus Seidensekret, in dessen Schutz sie den Baum abfressen. Seltener wurden als Malgründe Netze von Trichterspinnen (Agelenidae) verwendet, die gegenüber den Gespinsten der Traubenkirchen-Gespinstmotten jedoch deutlich fragiler und schwerer zu verarbeiten sind. Möglich sind ebenfalls Gespinste der Raupen von Nachtpfauenaugen und der Mehlmotten. Zu den Gründen, warum Künstler auf Raupengespinsten malten gibt es keine Hinweise.

## Technik
Anleitungen oder Rezepte zur Verarbeitung der Gespinste sind nur wenige erhalten, die auch nur ungenaue Informationen liefern. Das Gespinst kann mit einem Messer oder einer Schere schneiden und vom Baum abnehmen, wobei es je nach Befall und Größe des Baumes bis zu einem Meter Länge und 15–20 cm Breite erreichen kann. Das Gespinst wird es ausgebreitet und Verunreinigungen abgenommen. Zur weiteren Reinigung und Stabilisierung wird es in stark verdünnte Milch eingelegt, damit die Fasern quellen und zu einem dichteren Vlies verkleben. Die Behandlung mit Milch wurde nur vom dem Maler August Trager erwähnt, und der Effekt konnte in den 2010er Jahren im Experiment reproduziert und bestätigt werden. So können auch mehrere Gespinste übereinandergelegt werden um eine höhere Stabilität des Malgrunds zu erreichen. Anschließend wird das angetrocknete Vlies zwischen zwei Papprahmen oder auch Holzrähmchen gespannt, bei denen die zu bemalende Fläche ausgespart ist. Das Gewebe wird nur locker eingespannt, da es beim Trocknen und Bemalen noch etwas schrumpft. In der Struktur ähnelt der fertige Malgrund sehr feinem Seidenpapier.
Die Bemalung erfolgt in der Regel mit Aquarellfarben oder Tinte, wobei von hellen zu dunklen Details gemalt wird und Lichter von Anfang an ausgespart werden, gefolgt von mehreren Lasurzwischenschichten mit daraufliegender Konturmalerei, um die Transparenz des Motivs zu erreichen. Der Malgrund ist hydrophob, weswegen mit relativ trockener Farbe gearbeitet wird. Aufgebrachte Farbe durchtränkt in der Regel die gesamte Gewebeschicht. Deckende Farbaufträge sind selten. Der Malgrund fand seltener für den Druck von Kupferstichen oder Radierungen oder Ölmalerei Verwendung.

## Erhaltung
Spinnwebenbilder sind aufgrund ihrer fragilen Natur sehr selten und deren weiterer Erhalt ist anspruchsvoll. Bei erhaltenen Originalen zeigt sich die Bemalung weitgehend stabil, problematischer ist der Malgrund selbst, der empfindlich auf Feuchtigkeitsschwankungen reagiert und bei Werten unter 40 % relative Luftfeuchtigkeit austrocknet, versprödet, schrumpft und schließlich reißt. Reparaturen sind in diesem Stadium kaum noch möglich. Alterungsprozesse und hohe Feuchtigkeit begünstigen die Zersetzung der Proteine der Fasern und ein Abfallen des pH-Werts in den schädlichen sauren Bereich. Bei UV-Einwirkung neigt das Gewebe durch Photooxidation zum vergilben. Eingedrungene Verschmutzungen lassen sich kaum entfernen, hinzu kommen chemische Reaktionen des Malgrundes mit den Malmitteln. Die Seltenheit erhaltener Originale, deren fragile Struktur und Eigenschaften erschwerten materialwissenschaftliche Analysen zur Identifikation von verwendeten Malmitteln. Zur Konservierung der Kunstwerke empfiehlt Restauratorin Manuela Wiesend eine staubfreie und lichtgeschützte Lagerung auf einer unterstützenden Unterlage, bei einer konstanten relativen Luftfeuchtigkeit von 55 %.

## Verbreitung und Künstler
Erste Spinnwebenbilder entstanden wohl um 1730 im Pustertal um Bruneck. Die Erfindung wird dem Brunecker Maler Elias Brunner zugeschrieben der anfangs kleine religiöse und Landschaftsmotive malte. Eine Notiz, die von Spinnwebenbildern aus dem 16. Jahrhundert berichtet, ist nicht überprüfbar. Außer in Tirol und Innsbruck wurden auch – wenngleich in geringerer Zahl – einige Werke in Salzburg angefertigt. Wegen des sehr empfindlichen Materials sind nur wenige Exemplare im Original erhalten.
Ein Großteil der bisher überlieferten Bilder stammt von Johann Burgmann, dem wohl einzigen hauptberuflichen Maler auf Gespinstgeweben. Weitere Künstler, die auf Raupengespinsten malten, waren unter anderem Johann Georg Prunner aus Tirol sowie Johann Wurzer und Bartholomäus Lomminger aus Salzburg. 
Im 19. und 20. Jahrhundert wurde die Spinnwebenmalerei von einigen wenigen Künstlern, etwa Wilhelm Wodnansky, wiederentdeckt und in Südtirol als Reiseandenken an Touristen verkauft. Auch gegenwärtig befassen sich einzelne Künstler mit dieser Technik.

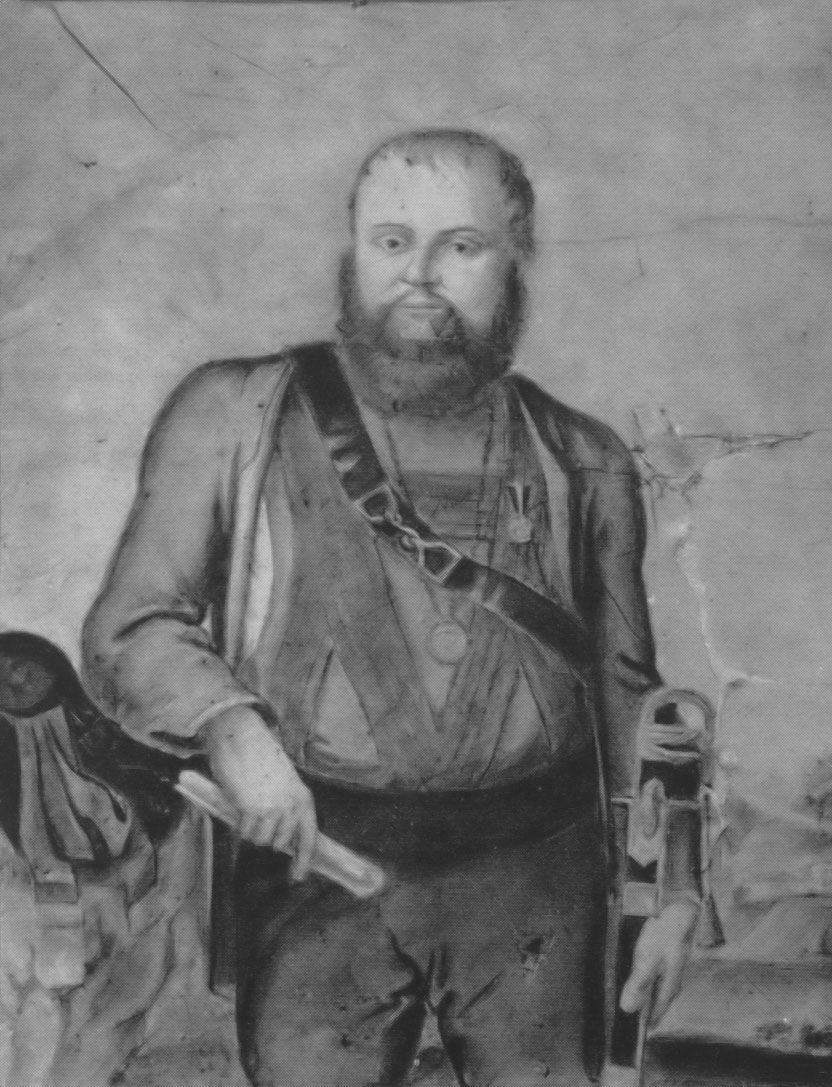
Spinwebenbild mit dem Porträt Andreas Hofers, unbekannter Künstler, frühes 19. Jh.
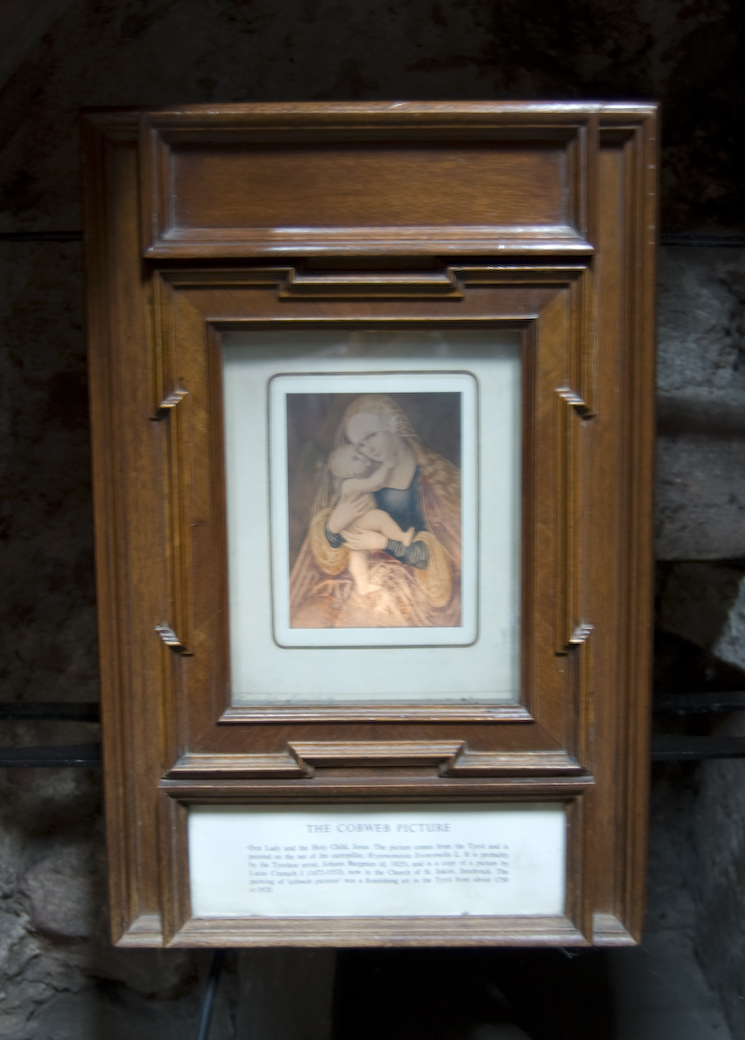
Madonna mit Kind auf Raupengespinst, möglichereise Johann Burgmann, Chester Cathedral, 19. Jh.
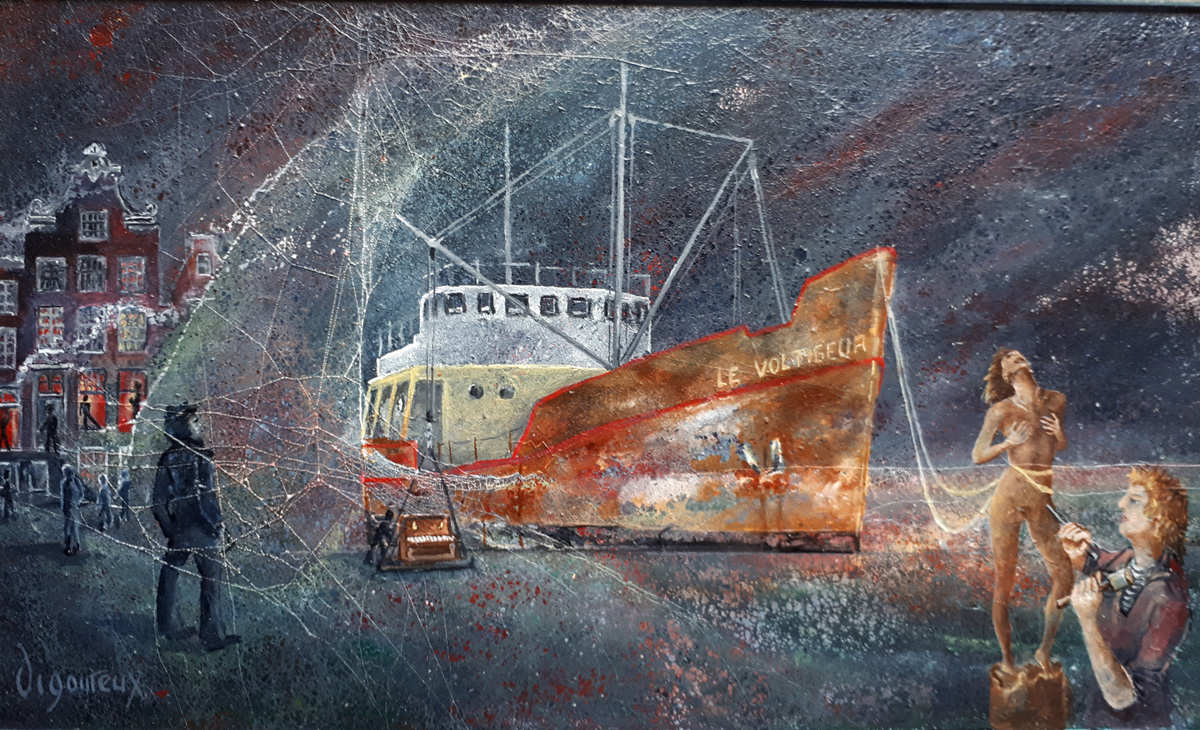
Spinnwebenbild eines neuzeitlichen Malers